# Joyciline Jepkosgeiová
Joyciline Jepkosgeiová (* 8. prosince 1993 Keňa) je keňská reprezentantka vytrvalostního běhu. Soutěží na vzdálenosti 10 000 metrů až půlmaraton. Do historie se zapsala, když v dubnu 2017 posunula na pražském půlmaratonu světový rekord o 14 vteřin a zároveň se jako první žena historie dostala pod hranici 65 minut. Světovými rekordy byly navíc i její mezičasy na 10, 15 a 20 km. O půl roku později svůj čas ještě o vteřinu vylepšila na půlmaratonu ve Valencii.